# Robert J. Gordon
Robert James Gordon es un economista estadounidense, profesor de la cátedra Stanley G. Harris de Ciencias Sociales en la Universidad Northwestern. Gordon es uno de los principales expertos mundiales en inflación, desempleo y crecimiento económico a largo plazo. En 2016 fue nominado como una de las 50 personas más influyentes en el mundo por Bloomberg.

## Formación
Gordon se graduó magna cum laude en su licenciatura de la Universidad de Harvard en 1962. Luego asistió a la Universidad de Oxford como Marshall Scholar y recibió su licenciatura en 1964. Recibió su Ph.D. del MIT en 1967 con una disertación titulada Problemas en la medición de la inversión real en la economía privada de los Estados Unidos.

## Carrera y contribuciones
De 1995 a 1997, se desempeñó en la Comisión Boskin para evaluar la precisión del Índice de Precios al Consumidor de Estados Unidos (IPC), habiendo escrito la crítica definitiva  de la sobreestimación de la inflación del IPC en 1990. También fue miembro, durante más de tres décadasdel Comité de Ciclo de Negocios de la NBER, que determina cuándo comienzan y terminan las recesiones.
El popular texto Macroeconomics de Robert J. Gordon fue el primero en incorporar la hipótesis de las expectativas racionales en el análisis de la curva de Phillips. A continuación todos los libros de texto de macroeconomía posteriores presentaban la "Curva de Phillips aumentada por expectativas". Además, Gordon ha escrito para revistas económicas, destacando la relación entre el crecimiento de la productividad por las invenciones modernas y las grandes invenciones de finales del siglo XIX. Se centra en el impacto de las computadoras en la economía posterior a 1995 en el sector de fabricación duradera. Además, enfatiza que la productividad marginal de la tecnología informática afecta el nivel de vida de una manera mucho más contenida que los primeros grandes inventos estadounidenses. Contrariamente a la sabiduría convencional, minimiza el papel de la tecnología informática en el crecimiento económico de finales del siglo XX en la contabilidad del ciclo económico y las tendencias. Este concepto puede ayudar a explicar la paradoja de la productividad: por qué la productividad económica desde 1970 ha sido significativamente más baja que en el siglo anterior, cuando un conjunto diferente de avances tecnológicos y médicos impulsó una tasa mucho más alta de productividad económica.
Su libro de 2016 The Rise and Fall of American Growth fue publicado por Princeton University Press. El libro analiza el inmenso crecimiento económico que se produjo en el siglo que siguió a la guerra civil estadounidense y explica por qué ese crecimiento no se puede repetir.

## Obras seleccionadas
- El ascenso y la caída del crecimiento estadounidense: el nivel de vida de los EE. UU. Desde la Guerra Civil. Prensa de la Universidad de Princeton. 2016.ISBN 978-0691147727 .
- Macroeconomics. Addison Wesley. 2002. ISBN 978-0-201-77036-0.
- The Measurement of Durable Goods Prices. University of Chicago Press. 1990. ISBN 978-0-226-30455-7.
- Gordon, Robert J. (1975). «The Demand for and Supply of Inflation». Journal of Law and Economics 18 (3): 807-836. doi:10.1086/466845.
- Gordon, Robert J. (1976). «Recent Developments in the Theory of Inflation and Unemployment». Journal of Monetary Economics 2 (2): 195-219. doi:10.1016/0304-3932(76)90033-7.
- Milton Friedman's Monetary Framework: A Debate With His Critics. Chicago: University of Chicago Press. 1977.